# Regierungspräsidium Darmstadt
Das Regierungspräsidium Darmstadt (kurz RP Darmstadt bzw. RP DA) ist eine Landesmittelbehörde des deutschen Landes Hessen. Die Behörde hat ihren Hauptsitz in Darmstadt mit Außenstellen in Frankfurt am Main und Wiesbaden sowie in Eltville am Rhein, Biebesheim am Rhein und Hasselroth. Sie ist als Verwaltungsbehörde für den gleichnamigen Regierungsbezirk Darmstadt (vgl. Südhessen) zuständig. Als Regierungspräsidium ist die Behörde zwischen dem Land Hessen und der hessischen Gemeindeebene angesiedelt.

## Haushalt
Der Doppelhaushalt des Landes Hessen für die Jahre 2023/2024 sieht betreffend das Regierungspräsidium Darmstadt Erträge (Einnahmen) in Höhe von 145.359.800 Euro vor (Soll für das Jahr 2024). Demgegenüber sind Aufwendungen (Ausgaben) von 184.208.400 Euro veranschlagt (Soll für 2024). Mit Mehrausgaben und somit einer Differenz von 38.848.600 Euro ist das Haushaltssaldo für das Jahr 2024 negativ (Soll).

## Organisation
Gemäß dem Organigramm des Regierungspräsidiums Darmstadt ist die Behörde in acht Abteilungen gegliedert, die sich jeweils in Dezernate untergliedern.
| Abteilung       | Bezeichnung der Abteilung                                        |
| --------------- | ---------------------------------------------------------------- |
| Abteilung I     | „Zentralabteilung, Inneres“                                      |
| Abteilung II    | „Integration, Ausländerwesen, Glücksspiel“                       |
| Abteilung III   | „Regionalplanung, Bauwesen, Wirtschaft, Verkehr“                 |
| Abteilung IV/Da | „Umwelt Darmstadt“                                               |
| Abteilung IV/F  | „Umwelt Frankfurt“                                               |
| Abteilung IV/Wi | „Umwelt Wiesbaden“                                               |
| Abteilung V     | „Landwirtschaft, Weinbau, Forsten, Natur- und Verbraucherschutz“ |
| Abteilung VI    | „Arbeitsschutz“                                                  |

## Zuständigkeit/Aufgaben
Die Aufgaben des Regierungspräsidiums Darmstadt sind vielfältig. Die Aufgabenschwerpunkte liegen in den Bereichen Kommunalwesen, Regionalplanung, Wirtschaft, Verkehr, Bauwesen, Verbraucherschutz, Datenschutz, Ausländerrecht, Arbeitsschutz, Umwelt- und Naturschutz, Landwirtschaft und Forsten. Mehr als 5000 Aufgaben fallen in die Zuständigkeit der Behörde, die von rund 1500 Mitarbeitern der Fachbereiche Rechts-, Verwaltungs-, Wirtschafts-, Umwelt-, Natur- und Ingenieurwissenschaften und Tiermedizin wahrgenommen werden.
Die Zuständigkeit der Behörde erstreckt sich teilweise auf ganz Hessen, etwa im Bereich Pharmazie. Außerdem ist der Hessische Kampfmittelräumdienst beim Regierungspräsidium in Darmstadt angesiedelt, der im gesamten Bundesland für die Entschärfung von Weltkriegsmunition verantwortlich ist.
Zudem fungiert das Regierungspräsidium als Geschäftsstelle der Regionalversammlung Südhessen, die unter anderem den Regionalplan beschließt. Mitglieder der Regionalversammlung sind die 99 gewählten Vertreter der kommunalen Gebietskörperschaften (17 Entsendungskörperschaften und Regionalverband FrankfurtRheinMain).

## Standorte
Seit 1953 hat es seinen Hauptsitz in dem repräsentativen und an Regierungs- und Verwaltungstradition reichen Kollegiengebäude am Luisenplatz 2 in der Mitte Darmstadts. Dieses bildet zusammen mit dem Neuen Kanzleigebäude ein Karree, an der Nordseite des Luisenplatzes.
Da der Hauptsitz bei weitem nicht zur Unterbringung der Behörde ausreichte, wurden in Darmstadt mehrere Liegenschaften angemietet, unter anderem der seinerzeit als Menglerbau bekannte zwölfstöckige OfficeTower in der Rheinstraße 40. Auch der repräsentative Bau in der Rheinstraße 62 wurde von einigen Dezernaten belegt.
Um Standorte zusammenzufassen, wurde in den 1990er-Jahren das dem Kollegiengebäude benachbarte Dienstgebäude des ehemaligen Posttechnischen Zentralamts in der Wilhelminenstraße 1–3 als Wilhelminenhaus übernommen. Dieses wurde ab November 2018 saniert – die dort Beschäftigten waren vorübergehend in ein Bürogebäude in der Hilpertstraße 31 gezogen.
Regional zuständige Außenstandorte des Regierungspräsidiums befinden sich zudem in Frankfurt am Main und Wiesbaden (jeweils eigene Abteilung für Umwelt und einzelne Dezernate der Abteilung Arbeitsschutz). Weitere Dienstorte sind das Dezernat Weinbau mit der Weinbauschule in Eltville am Rhein, die Deichmeisterei in Biebesheim am Rhein und die Fördereinrichtung für junge Zugewanderte in Hasselroth (Main-Kinzig-Kreis).

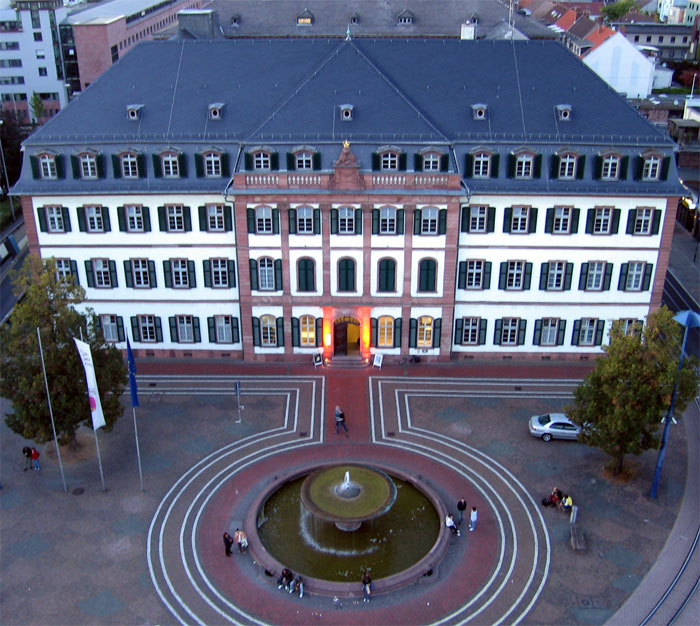
Kollegiengebäude am Luisenplatz 2
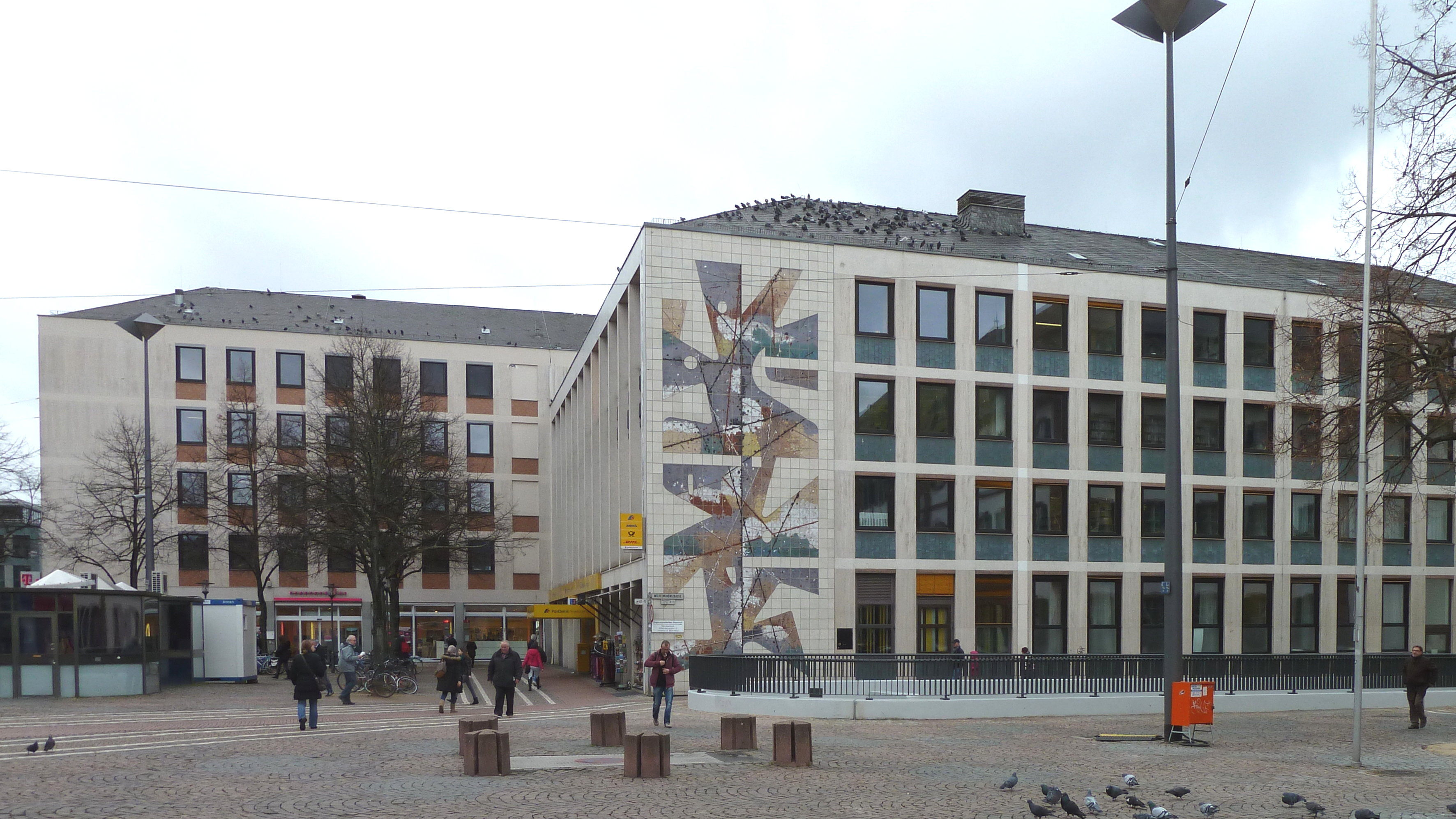
Verwaltungsgebäude Wilhelminenhaus in der Wilhelminenstraße, aus Richtung Luisenplatz gesehen
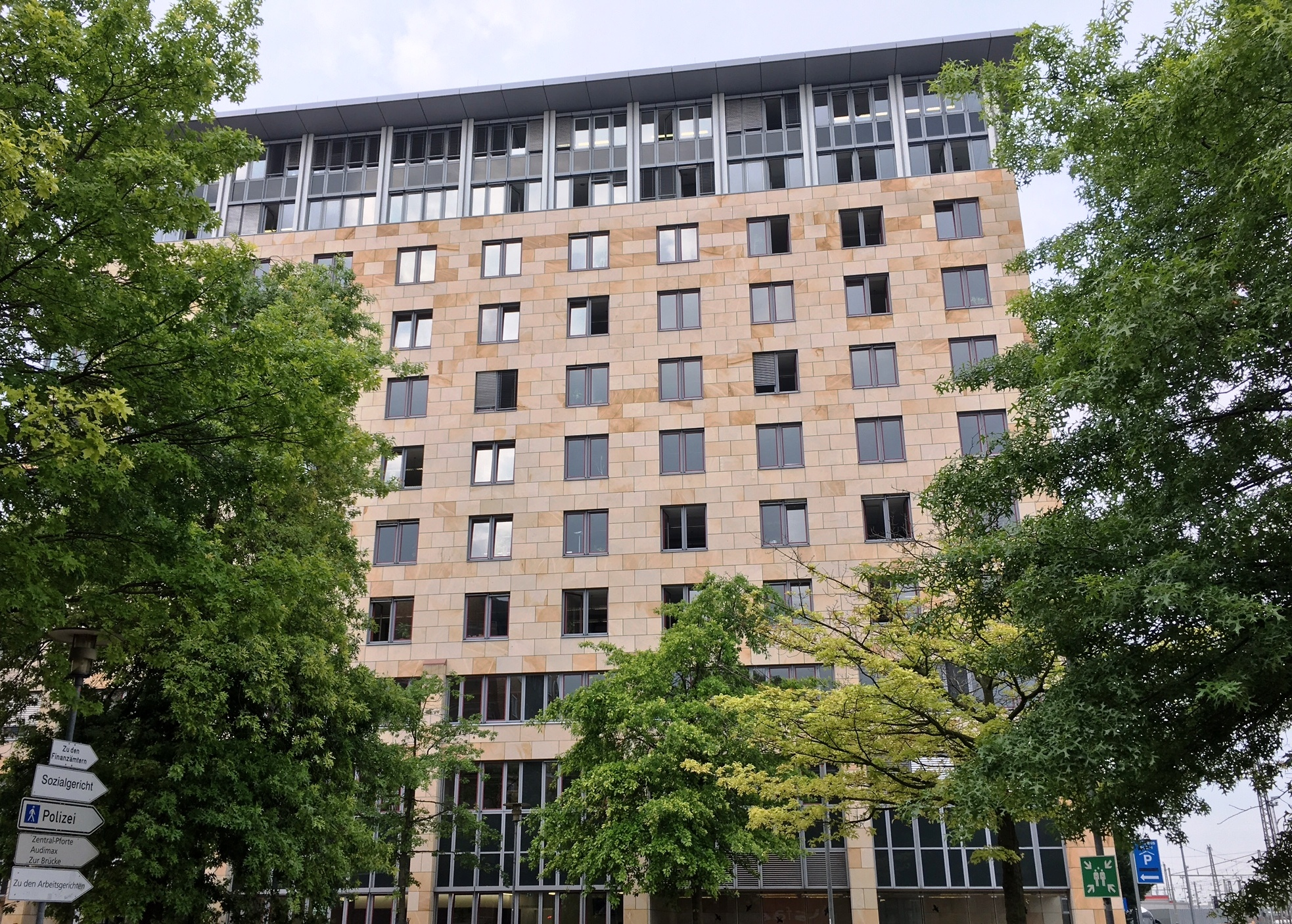
Behördenzentrum in Frankfurt
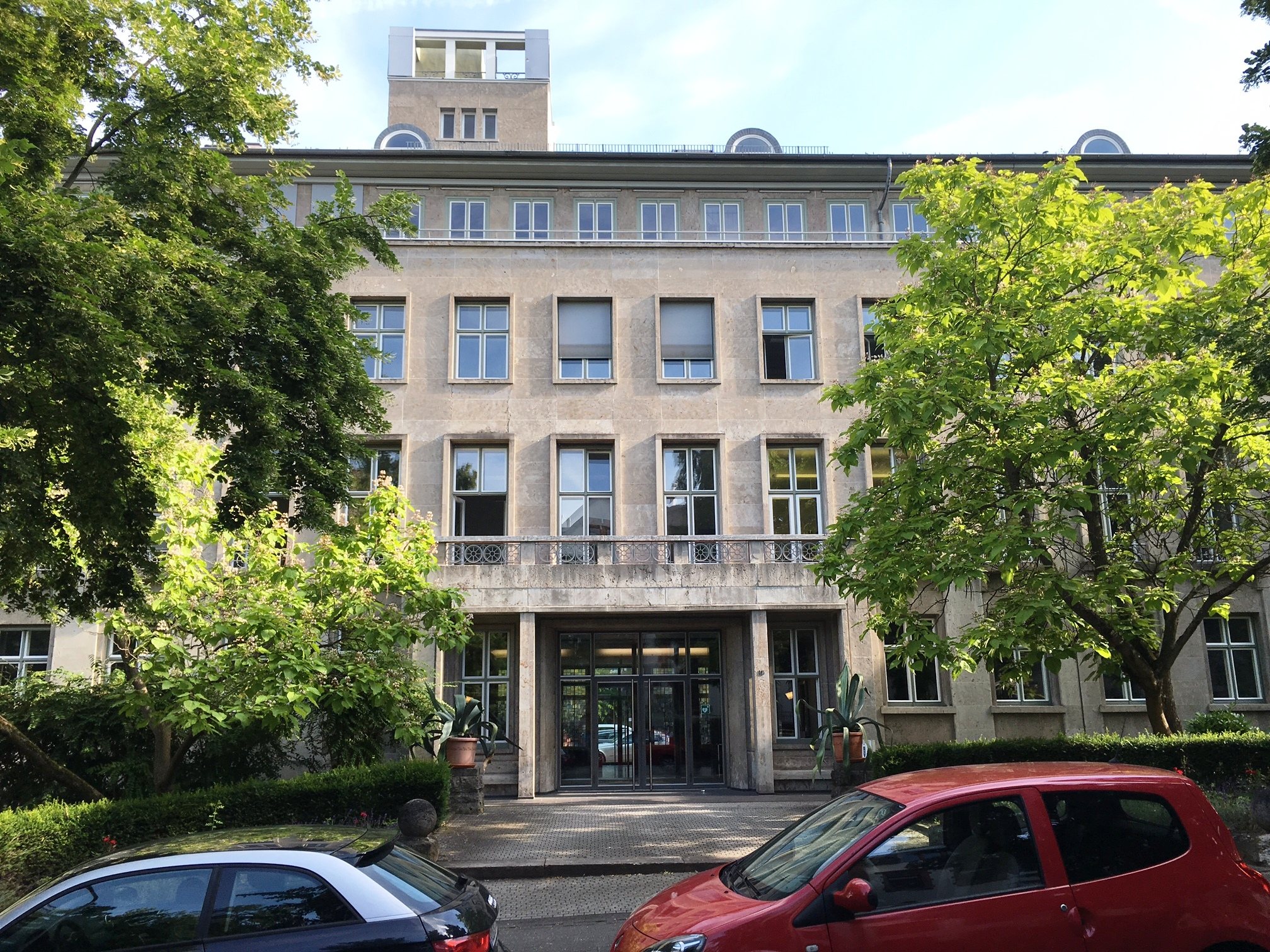
Liegenschaft in der Lessingstraße in Wiesbaden

## Regierungspräsidenten
1. Ludwig Bergsträsser (SPD), 1945–1948
2. Albert Wagner (SPD), 1948–1950
3. Wilhelm Arnoul (SPD), 1950–1961
4. Günter Wetzel (SPD), 1962–1967
5. Hartmut Wierscher (SPD), 1968–1987
6. Walter Link (CDU), 1988–1991
7. Horst Daum (SPD), 1991–1996
8. Bernd Kummer (SPD), 1996–1999
9. Gerold Dieke (FDP), 1999–2009
10. Johannes Baron (FDP), 2009–2014[7]
11. Brigitte Lindscheid (Grüne), 2014–2024[8]
12. Jan Hilligardt (SPD), seit 2024[2]

## Aufsicht
Das Hessische Ministerium des Innern, für Sicherheit und Heimatschutz übt die Dienstaufsicht über das Regierungspräsidium Darmstadt aus.
Die Fachaufsicht obliegt den folgenden vier Ministerien des Landes Hessen:
- Hessisches Ministerium des Innern, für Sicherheit und Heimatschutz;
- Hessisches Ministerium für Wirtschaft, Energie, Verkehr, Wohnen und ländlichen Raum;
- Hessisches Ministerium für Landwirtschaft und Umwelt, Weinbau, Forsten, Jagd und Heimat;
- Hessisches Ministerium für Arbeit, Integration, Jugend und Soziales.